# Los Extraditables

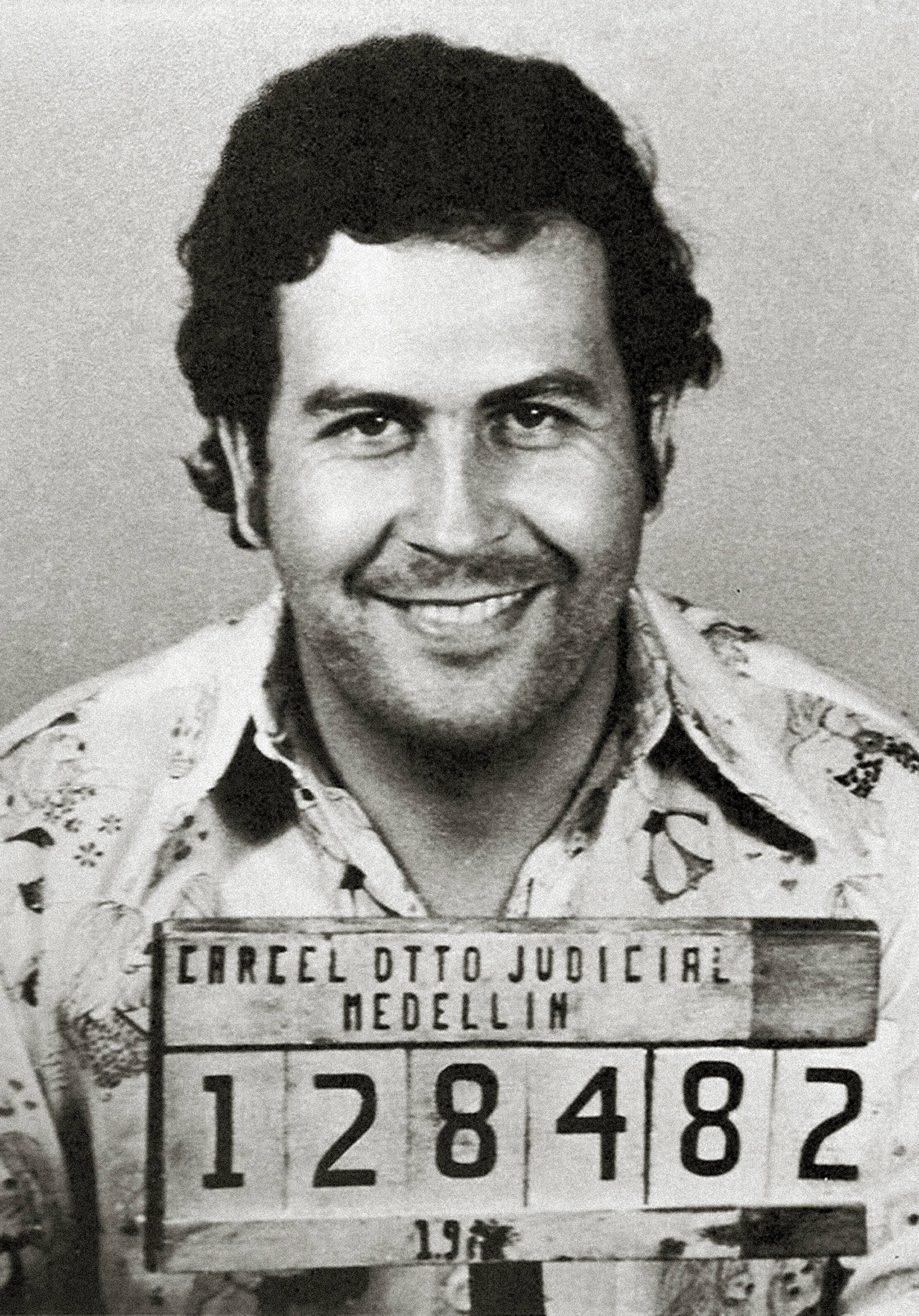
Pablo Escobar

Los Extraditables était une organisation criminelle créée par les barons de la drogue colombiens, considérée comme une branche du Cartel de Medellín. Le 6 novembre 1986, les services de renseignement du Département administratif de sécurité (DAS) et la Direction de la police judiciaire et d’investigation (DIJIN) ont désigné Pablo Escobar comme leur principal chef militaire,.

## Histoire

### Création
Le 6 novembre 1986, un an après les événements de la Prise du palais de justice de Bogota de Bogotá, on apprit que les narcotrafiquants du Cartel de Medellín et d'autres trafiquants de différentes régions s’étaient unis pour lancer la célèbre proclamationː  
« Nous préférons une tombe en Colombie qu’une prison aux États-Unis. »
Le groupe s’appelait Los Extraditables, car il était composé de criminels faisant l’objet de demandes d’extradition vers les États-Unis, et ils cherchaient par tous les moyens à renverser les traités d’extradition en vigueur ou en cours de signature avec ce pays.

### Activités
L’objectif initial de Los Extraditables était de lutter contre l’extradition de Colombiens vers l’étranger, en utilisant la menace et la peine de mort contre ceux qui soutenaient cette mesure. Leur but était d’influencer la société ainsi que les sphères juridiques et législatives de l’État afin qu’il n’existe aucun traité d’extradition avec les États-Unis.
Au départ, le groupe publiait des annonces dans la presse pour défendre sa position, tout en influençant les partis politiques pour qu’ils défendent leurs thèses. Cependant, avec le temps, cela se transforma en une guerre entre l’État et la mafia : l’État les poursuivant avec des forces militaires spécialisées, et les narcotrafiquants posant des bombes dans les villes.
En avril 1990, le groupe annonça sa rupture avec Escobar, à qui furent attribués les crimes commis au cours de l’année 1989, notamment lorsque le gouvernement colombien de Barco déclara la guerre aux narcotrafiquants après l’assassinat, le 18 août de cette même année, du dirigeant libéral Luis Carlos Galán, pressenti comme le futur président du pays, et que les criminels voyaient comme un obstacle évident, car il envisageait de tous les extrader.

### Membres
Ses membres provenaient en grande partie du Cartel de Medellín et d’autres associés liés au trafic de drogue. Les principaux chefs de l’organisation étaient :
- Pablo Emilio Escobar Gaviria, abattu le 2 décembre 1993 sur le toit d’une maison à Medellín.
- Gustavo Gaviria, abattu le 12 août 1990 dans sa maison à Medellín.
- Gonzalo Rodríguez Gacha, abattu le 15 décembre 1989 depuis un hélicoptère dans une plantation de bananes à Tolú.
- Carlos Lehder, capturé le 4 février 1987 dans une ferme, trahi par Escobar, initialement condamné à la perpétuité plus 135 ans dans une prison fédérale des États-Unis. Sa peine a été réduite à 55 ans pour sa collaboration dans l’affaire Noriega. Libéré le 16 juin 2020.
- Juan David Ochoa, l’aîné des frères Ochoa. Il s’est rendu à la justice le 16 février 1991. Incarcéré à Itagüí, libéré en 1996 après un accord avec le parquet. Décédé le 25 juillet 2013 à Medellín, d’un infarctus.
- Jorge Luis Ochoa Vásquez, membre du clan Ochoa, fut le plus important de ses frères au sein de l’organisation. Éleveur de chevaux renommé, il devint le numéro 2 après la mort de Gaviria Rivero. Il se rendit le 15 janvier 1991 dans le cadre de la politique de soumission à la justice du gouvernement de César Gaviria. Condamné à 8 ans et 4 mois de prison, il purgea effectivement 5 ans, 5 mois et 21 jours grâce aux réductions de peine. Libéré le 5 juillet 1996.
- Fabio Ochoa Vásquez, le plus jeune du clan Ochoa, condamné à 30 ans dans une prison fédérale des États-Unis.

### Fin
Le groupe fut dissous le 2 décembre 1993, avec la mort d’Escobar dans une maison de Medellín, aux mains du Bloc de recherche, ce qui entraîna aussi la dissolution du Cartel.

## Culture populaire
Le livre Noticia de un secuestro (es) de l’écrivain colombien Gabriel García Márquez, qui relate des faits liés aux enlèvements commis par Los Extraditables.